# Библиография Питера Страуба

## Романы
- 1973 Marriages
- 1975 Julia   [= Full Circle]
- 1977 Возвращение в Арден / If You Could See Me Now
- 1979 История с привидениями / Ghost Story
- 1980 Обитель Теней / Shadowland
- 1983 Парящий дракон / Floating Dragon
- 1984 Талисман / The talisman // Соавтор: Стивен Кинг
- 1984 Under Venus
- 1988 Коко / Koko
- 1989 Тайна / Mystery
- 1990 Mrs. God [основана на одноимённой повести]
- 1993 Глотка / The Throat
- 1996 Клуб Адского Огня / The Hellfire Club
- 1999 Мистер Икс / Mr. X
- 2001 Чёрный дом / Black house // Соавтор: Стивен Кинг
- 2003 Пропавший мальчик, пропавшая девочка / Lost Boy, Lost Girl
- 2004 In the Night Room
- 2010 Тёмная материя/ A Dark Matter

## Повести и рассказы
- 1982 The General's Wife
- 1985 Blue Rose
- 1988 The Juniper Tree
- 1989 From Mrs. God [выдержки из романа Mrs. God]
- 1990 A Short Guide to the City
- 1990 Mrs. God [послужила основой для одноимённого романа]
- 1990 Something About a Death, Something About a Fire
- 1990 The Buffalo Hunter
- 1991 The Kingdom of Heaven [выдержки из романа The Throat]
- 1992 Деревня привидений / The Ghost Village
- 1994 Золушка / Ashputtle
- 1994 Малыш хорошо воспитан / Bunny is Good Bread
- 1994 Великолепный Хэт / Pork Pie Hat
- 1995 Голод: Введение / Hunger: an Introduction
- 1995 In Transit // Соавтор: Бенжамин Страуб
- 1998 Романтично, не так ли? / Isn't It Romantic?
- 1998 Мистер Клабб и Мистер Кафф / Mr. Clubb and Mr. Cuff
- 2000 The Geezers
- 2001 Perdido: A Fragment from a Work in Progress
- 2002 Little Red's Tango
- 2004 Лапландия, или Фильм-Нуар / Lapland, or Film Noir
- 2004 Пневматическое ружье мистера Эйкмана / Mr. Aickman’s Air Rifle

## Микрорассказы
- 1986 Routine Teuton
- 1990 Interlude: Bar Talk
- 1990 Interlude: Going Home
- 1990 Interlude: In the Realm of Dreams
- 1990 Interlude: The Poetry Reading
- 1990 Interlude: The Veteran
- 1990 She Saw A Young Man
- 1990 Then One Day She Saw Him Again

## Стихи
- 1971 My Life in Pictures
- 1972 Ishmael
- 1972 Open Air
- 2004 A Triple-Decker Novel
- 2004 Coming to Rest
- 2004 Facing Land's End
- 2004 From the Heian Court
- 2004 Photographic Plate
- 2004 Reading the Well
- 2004 Text
- 2004 The Devil's Wine
- 2004 Withstanding, Saving, Moving

## Статьи
- 1997 Various Encounters with Karl
- 2000 Remembering DeDe Weil

## Эссе
- 1983 Introduction (In a Lonely Place)
- 1984 Introduction (Wild Animals)
- 1988 Introduction (The Wine-Dark Sea)
- 1995 William F. Nolan: An Introduction
- 1998 Introduction (Are You Loathsome Tonight?)
- 2000 Introduction (Secret Windows: Essays and Fiction on the Craft of Writing)

## Сборники
- 1990 Houses Without Doors
- 2000 Магия кошмара / Magic Terror: Seven Tales

## Прочие произведения
- 2006 Sides